# Libros plúmbeos

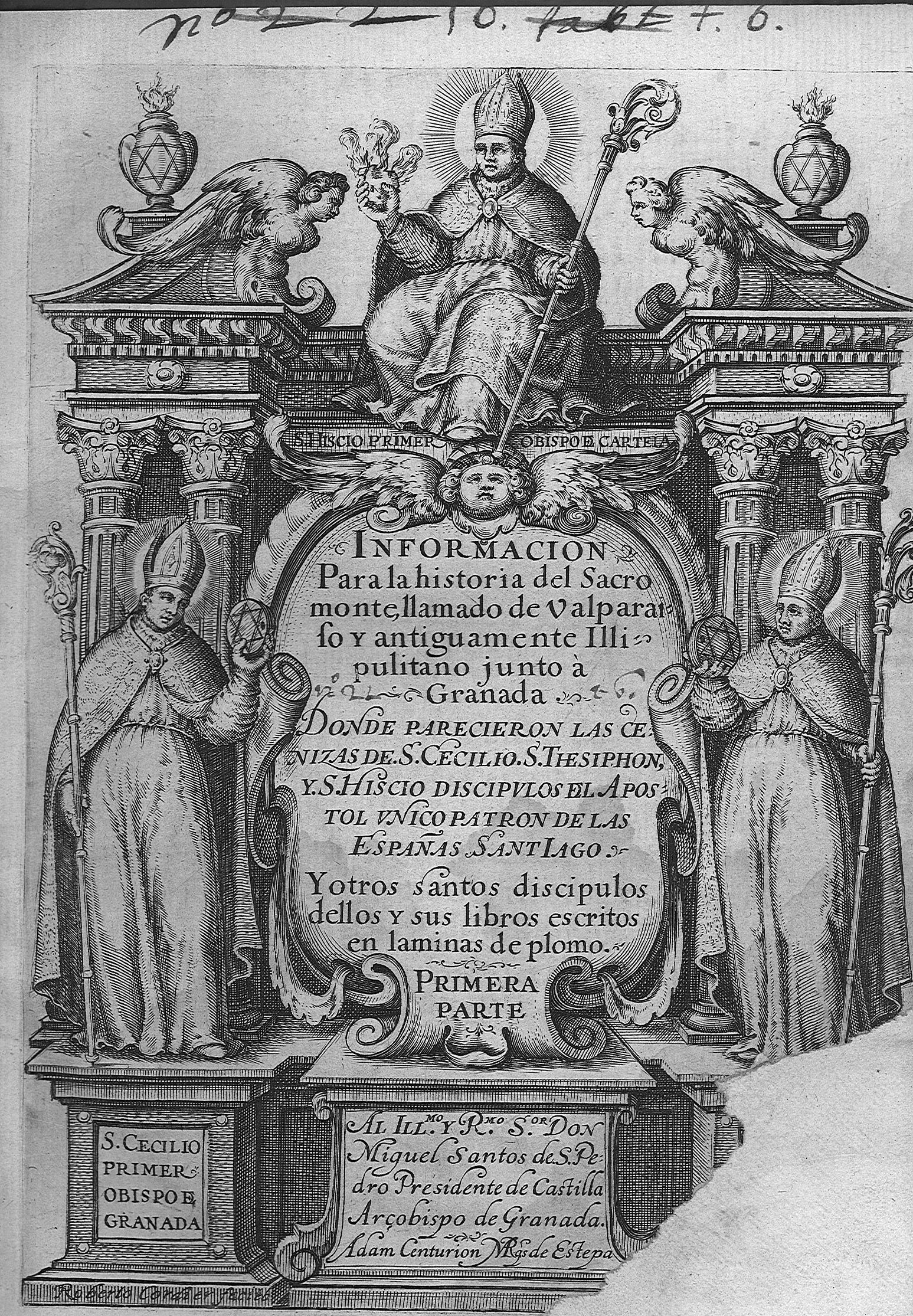
Frontispicio de Adán Centurión, marqués de Estepa: Información para la historia del Sacro monte, llamado de Valparaiso y antiguamente Illipulitano junto à Granada, Donde parecieron las cenizas de S. Cecilio, S. Thesiphon y S. Hiscio discípulos del Apóstol único patrón de las Españas Santiago, y otros santos discípulos dellos y sus libros escritos en láminas de plomo, Granada, 1632. Grabado calcográfico de Roberto Cordier: portada arquitectónica con los santos Cecilio y Tesifón ante las columnas llevando en las manos, con el báculo como obispos, los libros plúmbeos.

Los Libros plúmbeos del Sacromonte o Plomos del Sacromonte son una de las más famosas falsificaciones históricas. Materialmente consisten en 223 planchas circulares de plomo de unos 10 cm (formando 21 libros) grabadas con dibujos indescifrables y textos en latín y en extraños caracteres árabes, que se dieron en llamar salomónicos. Fueron interpretados como el quinto evangelio que habría sido revelado por la Virgen en árabe para ser divulgado en España.

## Historia
Supuestamente fueron desenterrados junto con restos humanos en ese arrabal del Sacromonte (entonces llamado Monte Valparaíso) de la ciudad de Granada entre 1595 y 1599. También se les asocian los hallazgos de Torre Turpiana, en el centro de la misma ciudad, producidos con anterioridad, en 1588, cuando se habrían encontrado también huesos dentro de una caja metálica que contenía además un pergamino (también políglota) y una imagen de la Virgen, que hablaban del mártir san Cecilio, un árabe cristiano que habría acompañado a Santiago y fundado la diócesis de Granada como su primer obispo.
Pretendidamente, se trataba de unos documentos que se remontaban a fecha muy temprana y en los que se representaba una forma de cristianismo carente de rasgos ofensivos para los musulmanes. Se inició entonces una gran controversia; muchas autoridades cristianas creyeron en la autenticidad de las tabillas, aunque algunos estudiosos católicos, como el hebraísta Benito Arias Montano, manifestaron sus dudas.
La crítica filológica e histórica parecen determinar que la impostura pudo ser obra de moriscos de alta posición social que intentaban conciliar el cristianismo con el islam, en el periodo posterior a la rebelión de las Alpujarras. Ya en esa época, Luis Tribaldos de Toledo los consideró falsificaciones, pero el arzobispo Pedro Vaca de Castro promovió en su época distintas traducciones que aumentaron la confusión hasta que en 1682 fueron declarados falsos y heréticos por el papa Inocencio XI, pero sí se mantuvo la validez de las reliquias que aparecieron junto a los libros; estos fueron llevados a Roma, donde permanecieron hasta el año 2000, en que fueron devueltos a la Archidiócesis de Granada.
Según Henry Kamen, el fraude fue perpetrado "por dos prominentes moriscos, Miguel de Luna y  Alonso Castillo, que trataban con ello de sincretizar la cultura islámica con la fe cristiana. Fue un intento de reclamar un lugar para el cristianismo árabe dentro del marco del catolicismo ibérico".
Según Julio Caro Baroja, "en el famoso asunto de los plomos del Sacro Monte intervinieron moriscos conocedores del idioma árabe, que demostraban tener unas fuertes convicciones cristianas, al menos exteriormente, y los escritos apócrifos que componen el núcleo central de la falsificación parecen responder —en parte— a un intento de aproximar ciertos elementos de la tradición islámica a la fe cristiana".

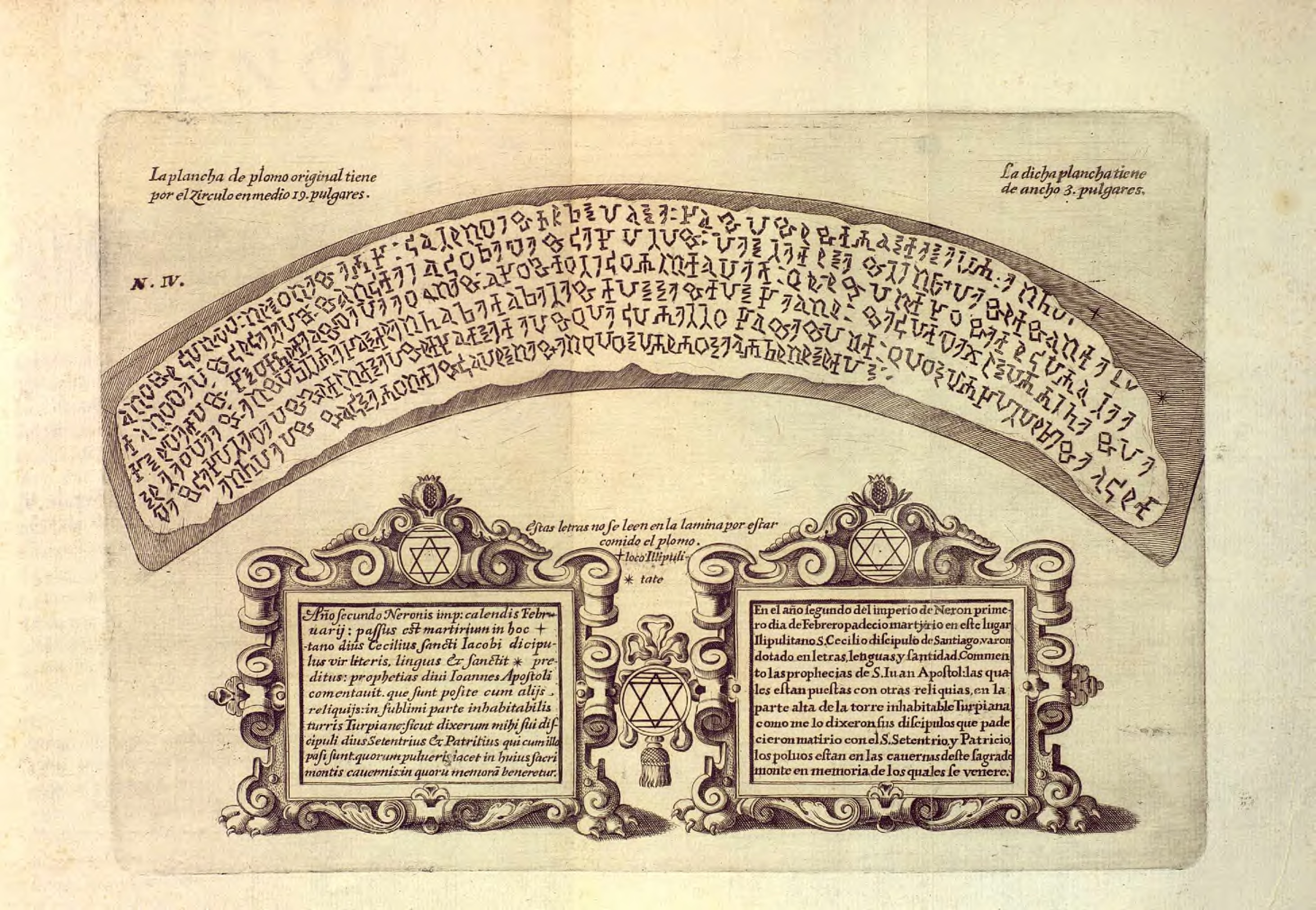
Reproducción a buril de uno de los libros plúmbeos grabado por Francisco Heylan, 1624. Diego Nicolás Heredia Barnuevo, Mystico ramillete historico, chronologyco, panegyrico, ... del Ambrosio de Granada ... el Illmo. y V.Sr. Don Pedro de Castro, Vaca y Quiñones ... Arzobispo de Granada, y Sevilla, y Fundador Magnifico de la Insigne Iglesia Colegial del Sacro Monte Illipulitano. Impreso en Granada en la Imprenta Real, 1741.

Así, según Caro Baroja, Alonso del Castillo y Miguel de Luna "puede que hubieran llegado en última instancia a una especie de sincretismo islámico-cristiano, que no sería raro en el siglo XVI", como lo demuestra un librito publicado en Sevilla en 1603, "firmado por un clérigo que se llamaba Luis de la Cueva, el cual en forma de diálogos procuraba dar idea de las antigüedades de Granada", y en el que pretendía demostrar que los plomos del Sacromonte eran auténticos y habrían sido redactados por dos misioneros cristianos de habla árabe que en los primeros tiempos del cristianismo habrían convertido a los primeros habitantes de Granada, también de habla árabe, que vivieron mezclados con otros pueblos de habla española (castellana). Caro Baroja, como conclusión, se pregunta, "¿no hay derecho a pensar que, tras este asunto de las escrituras arábigo-cristianas primitivas, se esconde un intento de reivindicación de la raza morisca, como raza tan antigua cual la castellana en España, y, además, de antecedentes cristianos remotos? Yo no sé exactamente quién era Luis de la Cueva. Pero no me chocaría nada que se tratara de un individuo de linaje morisco y fe cristiana verdadera, movido por un deseo justo de tranquilidad para los de su raza".